# Alarm wibracyjny
Alarm wibracyjny (potocznie wibrator) – rodzaj alarmu stosowanego w telefonach komórkowych, pagerach czy też zegarkach elektronicznych. Zazwyczaj stanowi on uzupełnienie sygnału dzwonka. Stosuje się go głównie wtedy, gdy użytkownik nie jest w stanie usłyszeć sygnału dzwonka ze względu na otaczający hałas czy też wadę słuchu lub wtedy, gdy chce on być powiadamiany w dyskretny sposób.
Alarm wibracyjny realizuje się za pomocą małego silnika elektrycznego z zamontowanym mimośrodowo na jego osi obciążeniem, w wyniku czego w trakcie pracy silnik oscyluje wokół przesuniętego środka ciężkości.